# 筑城基地
筑城基地（日语：築城基地），或称筑城飞行场，是日本航空自卫队的一个军事基地，位于日本福冈县筑城町附近。